# スチュワーズカップ (イギリス)
スチュワーズカップ（Stewards' Cup）は、イギリスのグッドウッド競馬場で行われる競馬の競走である。

## 歴史
1830年代の数年間にわたりグッドウッドの上級スチュワードは、毎年好きな競走の勝者にカップを贈呈していた。選択肢は毎年異なり、最大1マイル半の競走で授与されていた。1839年末にジョージ・ベンティンク卿によって6ハロンの距離で行われるスチュワーズカップが考案され、翌年の夏に第1回が実施された。
スチュワーズカップの最初の商業スポンサーは、1970年から1980年まで本競走に関わってたスピラーズである。1981年はザ・トートが1982年から1992年までウィリアムヒルがスポンサーを務めた。
本競走は5日間にわたって開催されるグロリアスグッドウッド開催の初日に行われていたが、1993年に最終日に変更され、同時にボーダフォンがスポンサーとなった。2007年にはブルースクエアに引き継がれて、2013年にはロビンズファームレーシングがスポンサーがスポンサーとなった。2014年は32Redがスポンサーを引き継ぎ、歴史的な競走名を失い32Redカップとして行われることが発表された。2015年はカタールがスポンサーとなり、競走名はスチュワーズカップに戻った。

## 記録

### 最多勝利馬
- Marvel – 1890年、1892年（2回）
- Golden Rod – 1910年、1912年
- Lord Annandale – 1913年、1914年
- Sugar Palm – 1942年、1943年
- Sky Diver – 1967年、1968年
- Commanche Falls - 2021年、2022年

### 最多勝利騎手
- リチャード・ヒューズ - 1995年:Shikari's Son、1999年:Harmonic Way、2000年:Tayseer、2014年:Intrinsic

### 最多勝利調教師
- ジョン・スコット（英語版） - 1840年:Epirus、1845年:Psalmsinger、1853年:Longbow、1860年:Sweetsauce
- ジェームズ・ジュイット - 1884年:Sweetbread、1886年:Crafton、1897年Amphora、1898年Altesse

## 歴代優勝馬
※2000年以降の優勝馬のみ
- 2000年 Tayseer
- 2001年 Guinea Hunter
- 2002年 Bond Boy
- 2003年 Patavellian
- 2004年 Pivotal Point
- 2005年 Gift Horse
- 2006年 Borderlescott
- 2007年 Zidane
- 2008年 Conquest
- 2009年 Genki
- 2010年 Evens and Odds
- 2011年 Hoof It
- 2012年 Hawkeyethenoo
- 2013年 Rex Imperator
- 2014年 Intrinsic
- 2015年 Magical Memory
- 2016年 Dancing Star
- 2017年 Lancelot Du Lac
- 2018年 Gifted Master
- 2019年 Khaadem
- 2020年 Summerghand
- 2021年 Commanche Falls
- 2022年 Commanche Falls
- 2023年 Aberama Gold
- 2024年 Get It
- 2025年 Two Tribes

### 各回競走結果の出典
- レーシングポスト:
  - 2000, 2001, 2002, 2003, 2004, 2005, 2006, 2007, 2008, 2009
  - 2010, 2011, 2012, 2013, 2014, 2015, 2016, 2017, 2018, 2019
  - 2020, 2024, 2025